# الدوري التونسي لكرة اليد 1962–63
الدوري التونسي لكرة اليد 1962-1963 هو الدورة 8 من الدوري التونسي لكرة اليد للرجال. شارك فيها 10 فريقا.

فاز بهذا الموسم المنصورة الشعبية بحمام الانف، وجاء ثانيا جمعية البريد والبرق والهاتف الرياضية.

## روابط خارجية
- الموقع الرسمي للجامعة التونسية لكرة اليد.